# Handelsdiplom
Das Handelsdiplom ist ein Bildungsabschluss in der Schweiz.
Das Handelsdiplom ist sinnvoll für alle Personen in einem industriellen und gewerblichen Beruf. Um kaufmännische Aufgaben bewältigen zu können, sattelt man das kaufmännische Wissen oben drauf. Das geht mit einer Ausbildung, an dessen Ende der Abschluss Handelsdiplom steht. Auch als Alternative zur klassischen kaufmännischen Lehre ist eine Ausbildung mit Abschluss Handelsdiplom denkbar.
Das Handelsdiplom ist kein eidgenössischer Abschluss und auch kein Lehrabschluss. Das Handelsdiplom hat jedoch in der Arbeitswelt meist den gleichen Stellenwert wie eine kaufmännische Grundausbildung mit eidgenössischem Fähigkeitszeugnis.
Allgemein anerkannte Handelsdiplome in der Schweiz sind:
- Handelsdiplom VSH
- Handelsdiplom kv edupool
- Diplôme de commerce AESC

Anbieter dieser Ausbildung sind meist organisiert in einem der folgenden Verbände:
- Verband Schweizerischer Handelsschulen
- Kaufmännischer Verband Schweiz (edupool)